# Consiglio Nazionale di Stato
Il Consiglio Nazionale di Stato (in polacco: Krajowa Rada Narodowa, anche tradotto come Consiglio Nazionale della Patria, abbreviato KRN) fu un corpo politico plurale formatosi durante l'ultimo periodo della seconda guerra mondiale nell'Unione Sovietica, come parte del progetto di formazione di un nuovo governo comunista in Polonia. Il KRN rimase sotto il controllo sovietico.
Il KRN fu creato nella notte del 31 dicembre 1943 su iniziativa di Iosif Stalin e del ricreato partito comunista polacco, il Polska Partia Robotnicza (PPR, Partito Polacco dei Lavoratori). Il precedente partito comunista (Komunistyczna Partia Polski o KPP) era stato sciolto prima della guerra durante le efferate purghe staliniane. Fin dagli inizi il KRN si dichiarò "largamente rappresentativo di movimenti democratici antifascisti", definendo i membri del governo pre-bellico della Sanacja e quelli del governo in esilio della Polonia quali fascisti negando loro ogni rappresentanza. Questi, a loro volta, dichiararono il KRN illegale.
Il KRN era dominato dagli attivisti filo-sovietici e filo-comunisti di vari partiti polacchi pre-bellici. Il KRN comprendeva infatti i membri del Polska Partia Socjalistyczna (PPS, Partito Socialista Polacco), Polskie Stronnictwo Ludowe (PSL, Forza Popolare Polacca), Stronnictwo Ludowe (SL, Forza Popolare), Stronnictwo Demokratyczne (SD, Forza Democratica), Stronnictwo Pracy (SP, Forza del Lavoro), politici non allineati ed alcuni rappresentanti ebrei. Bolesław Bierut del PPR, nominato da Stalin, divenne il Presidente. I vice presidenti erano Wincenty Witos (PSL), Stanisław Grabski (non allineato) e Stanisław Szwalbe (PPS).
Il 22 luglio 1944 il KRN, insieme al ZPP (Unione dei Patrioti Polacchi), formò il nuovo governo, il Comitato Polacco di Liberazione Nazionale (Polski Komitet Wyzwolenia Narodowego, PKWN), che comprendeva alcuni ex membri del governo in esilio della Polonia (come Stanisław Mikołajczyk) e rappresentava il tentativo dei comunisti di allargare i propri consensi andando incontro alle richieste della Conferenza di Jalta di formare un governo di coalizione e di far svolgere libere elezioni. Il 31 dicembre dello stesso anno il KRN trasformò il PKWN nel Governo provvisorio della Repubblica di Polonia (Rząd Tymczasowy Republiki Polskiej, RTRP), entrambi diretti da Edward Osóbka-Morawski.
Il 9 gennaio 1944 il governo polacco in esilio creò il suo Parlamento, il Consiglio di Unità Nazionale (Rada Jedności Narodowej, RJN).
Fino alle elezioni del Parlamento (il Sejm), il KRN mantenne i poteri legislativo ed esecutivo e Bolesław Bierut fu il Capo di Stato. Nel luglio 1945 il KRN contava 273 membri (97 del PPR, 77 del PPS, 56 del SL, 17 del SD e 26 non allineati). Nell'ottobre 1946 i membri salirono a 444 (135 del PPR, 111 del PPS, 62 di SL, 57 di PSL, 37 di SD, 4 di SP, e 26 tra non allineati e rappresentanti ebrei).
Alle elezioni parlamentari del 1947 il Blocco Democratico, di orientamento comunista e filosovietico, ottenne la maggioranza, sconfiggendo la principale forza di opposizione rimasta, il Partito Popolare Polacco. Come nel caso del referendum dell'anno precedente, la campagna elettorale fu caratterizzata da sistematiche intimidazioni nei confronti dei candidati di opposizione e da brogli elettorali. Il nuovo Sejm, che sostituì il KRN, era quasi totalmente dominato dai comunisti e dai loro alleati, la cui coalizione fu eletta con l'80,1% secondo i risultati ufficiali.  